# 2-Aminopiridin
A 2-aminopiridin szerves vegyület, képlete H2NC5H4N. Egyike a három aminopiridin-izomernek. Egyes gyógyszerek, például piroxikám, szulfapiridin, tenoxikám és tripelennamin gyártásánál alkalmazzák. Nátrium-amid és piridin reakciójával, az úgynevezett Csicsibabin-reakcióval állítják elő.

## Szerkezete
Bár a 2-hidroxipiridin jelentős mennyiségben piridon tautomer formájában van jelen, a 2-aminopiridin esetében a megfelelő imin tautomer (HNC5H4NH) kevéssé jelentős.

## Fordítás
Ez a szócikk részben vagy egészben  a(z)   2-Aminopyridine című angol Wikipédia-szócikk ezen változatának fordításán alapul.  Az eredeti cikk szerkesztőit annak laptörténete sorolja fel. Ez a jelzés csupán a megfogalmazás eredetét és a szerzői jogokat jelzi, nem szolgál a cikkben szereplő információk forrásmegjelöléseként.